# فيسنتي رييس
فيسنتي رييس (بالإسبانية: Vicente Reyes Palazuelos)‏ هو صحفي وسياسي تشيلي، ولد في 24 أكتوبر 1835 في سانتياغو في تشيلي، وتوفي بنفس المكان في 6 يوليو 1918 بسبب ذات الرئة. انتخب عضو مجلس الشيوخ من شيلي.